# 2010年热带风暴妮科尔
热带风暴妮科尔（Tropical Storm Nicole）是2010年大西洋飓风季第十六个热带气旋和第十四场获命名的风暴，也是这年九月形成的第八场热带风暴（数量之多创下新纪录）。气旋持续时间很短，结构也异常不对称，但依然在牙买加降下暴雨并引发大面积洪灾。系统源自大规模季风低气压区，于9月28日在加勒比海西北部发展成热带低气压。气旋向东北方向移动，结构很不寻常，环流杂乱无章，中心附近的雷暴很少。妮科尔以弱热带风暴强度逼近古巴海岸，于9月29日在该国上空失去热带天气系统特征。风暴残留进入巴哈马上空，最终被另一个温带天气系统吸收。
受异常结构影响，风暴产生的最强雷暴远离中心，大部分天气活动发生在加勒比海中北部上空。妮科尔在牙买加引发大面积停电，超过28.8万居民受到影响。高达940毫米的降水在多个区引发重大洪灾，有528套房屋不是被毁便是严重受损。牙买加的农田和环境也受到重创，生态环境遭到污染。估计该国一共受到价值2.4亿美元的破坏，另有16人丧生。此外，古巴、佛罗里达州和开曼群岛发生轻度洪灾，风暴残留还令美国东岸沿线大气变得更不稳定，又引发更多的破坏和人员伤亡。

## 气象历史
2010年9月下旬，加勒比海西北部上空存在多种天气系统共同影响，其中包括扰动天气区的大规模雨带、低气压、季风槽和热带风暴马修的残留热带湿气。与此同时，尤卡坦海岸沿线上空存在大规模上层高压脊，扰动天气附近高空中的分流作用为少量对流的发展提供良好条件。美国国家飓风中心指出，这片海域的大气环流有利于形成热带天气系统，到9月27日时对流内已形成大规模下层低气压区。次日，低气压区周边的持续风速提升到接近热带风暴水平，下层气压也随之稳步下降。系统发展期间，加勒比海西北部上空一直存在中等强度的西向风切变，致使气旋无法形成对称结构，到9月28日时已发展出长条状的低气压中心，最强风力位于在远离中心的西北象征内。虽然气旋结构不对称，但由于地面和卫星观测结果都表明深层对流西侧有清晰的环流中心形成，因此美国国家飓风中心还是在协调世界时当天下午15点开始针对热带低气压发布公告。不过经过飓风季后的重新分析，气象机构认定三小时前古巴青年岛以南约120公里海域就已形成热带风暴。

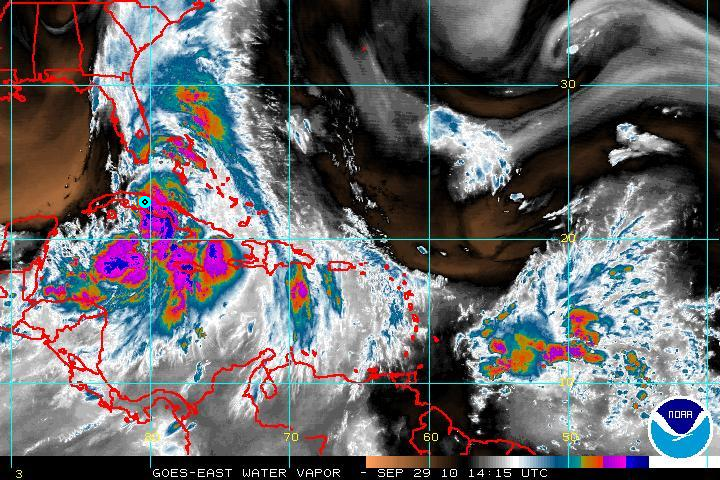
风暴中心位于古巴附近时的水蒸汽图像，显示气旋是在东南象限的牙买加降水最多。

受大规模中到上层低压槽和西侧的反气旋影响，妮科尔存在的大部分时间里总体向东北移动。风暴成型数小时后，飓风猎人侦察机发现气旋中心杂乱无章，最强烈的阵风和雷暴位于中心以东约400公里处。相比之下，风暴中心风力很小，对流零散，结构类似北印度洋的季风低气压。这种混乱的结构导致气象学家对气旋分类存在分歧，美国国家飓风中心认为系统属热带气旋，古巴气象学家何塞·鲁别拉（José Rubiera）则认为该国附近没有强劲风力，所以上空或附近都“不存在热带风暴”。
9月29日，雷达数据表明气旋北半部上空的对流逐渐增多，南半部的强烈雷暴带也向中心聚拢，多个气象浮标和多艘气象观测船测得热带风暴强度持续风速。中午12点左右，妮科尔在古巴以南近海达到风力时速75公里、最低气压995毫巴（百帕，29.38英寸汞柱）的最高强度。但是，气旋强度虽有提升，环流却很快就变得极其细长，在古巴上空已无法追踪，美国国家飓风中心为此宣布风暴到下午15点时已不属热带气旋。残留的低气压区开始同附近的低压槽相互影响，在美国东南沿海地区产生可观降水。此外，妮科尔尚属热带气旋时就是在这条低压槽的影响下移动。系统加速向东北前进，逐渐呈现出锋面天气系统特征，于9月30日早上6点在巴哈马上空转变成温带气旋，再于12小时后同北卡罗莱纳州东部上空尚在发展的天气系统逐渐融合。受妮科尔影响，加勒比地区中北部上空持续存在低气压和大规模旋转气流，促使飓风保拉在10月初发展形成。

## 防灾措施

### 加勒比地区
面对可能来袭的热带风暴，开曼群岛、巴哈马西北部和中部、古巴马坦萨斯省、西恩富戈斯省、比亚克拉拉省、圣斯皮里图斯省和谢戈德阿维拉省于9月28日收到热带气旋警告。但次日报导表明风暴消散后，上述警告中止生效。气象学家发出警告，称开曼群岛各地天气可能会非常恶劣，群岛低洼地区的学校和政府机构暂时关闭，应急工作组疏通风暴排水渠的淤塞，并准备好多个避难所。大开曼出现雷暴，迫使开曼航空（Cayman Airways）取消10月29日飞往开曼布拉克和小开曼的所有快运航班，同时向滞留旅客提供能够耐受恶劣天气的喷气航班服务。此外，恶劣海况还迫使开曼群岛全部三个岛屿发布海洋警告。
牙买加的山洪警报持续生效四天之久，直到10月3日才中止。9月29至30日，岛上准备应对气旋可能带来的暴雨，许多学校、企业，以及位于京斯敦的美国大使馆临时关闭。9月29日晚，全岛公共交通中断，船主接到警告，建议他们固定好船只。风暴期间，警察和军队在岛上巡逻，随时准备应对各种紧急情况。

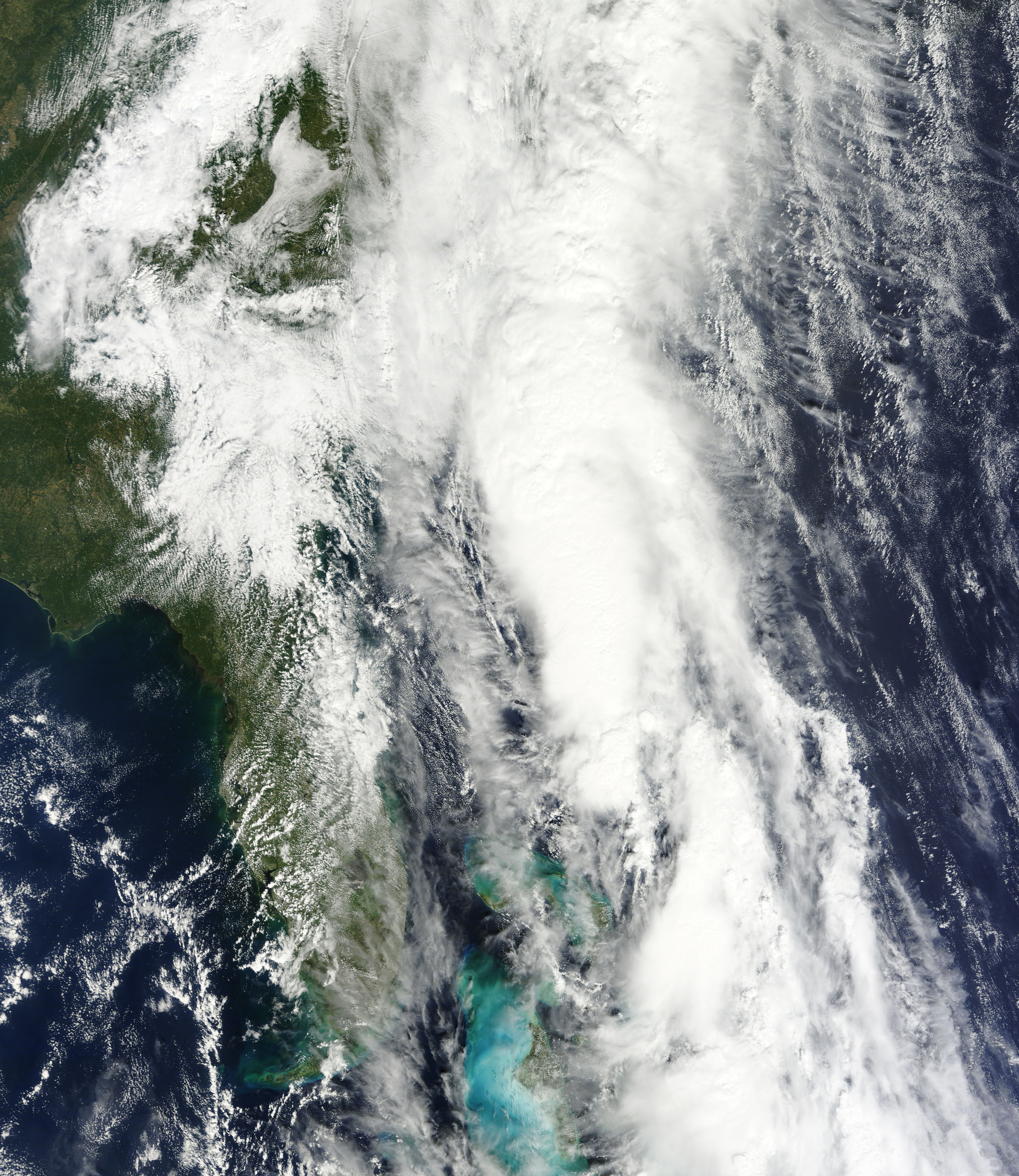
9月30日，妮科尔的残留逼近南卡罗莱纳州。

### 美国
9月28日，气象部门向佛罗里达礁岛群、佛罗里达湾和佛罗里达州朱庇特沿海以南地区发布热带风暴警告。朱庇特水湾以北至布里瓦德县赛巴斯蒂安港（Sebastian Inlet）间地区和东沙布耳角（East Cape Sable）以北至柯里尔县乔科洛斯基（Chokoloskee）接获热带风暴观察预警。次日气象机构认为妮科尔已不大可能直接袭击佛罗里达州，所以上述警告和观察预警停止生效。不过，棕榈滩县、布劳沃德县、迈阿密-戴德县、柯里尔县和门罗县的洪灾观察预警依然有效，直至9月30日止。
9月28日，奥兰多国际机场和行政机场接到机场天气警告，抵达的航班暂时不能降落，要求飞机员只要可能就改飞其他机场。西南航空的八架班机转飞到坦帕和杰克逊维尔的机场，捷蓝航空也有一架航班改飞西棕榈滩。机场官员之后宣布运作恢复正常，但迈亚密国际机场次日又有26架次航班取消。
9月29日，北卡罗莱纳州不伦瑞克县和新汉诺威县官员准备好多个避难所，容留那些无法返回家园的灾民。次日，妮科尔虽已转变成温带气旋，但后续的天气系统又令天气进一步恶化，新汉诺威县和彭德县多所学校依然停课。9月30日至10月1日，面对长时间降雨的威胁，马里兰州肯特县收到洪灾观察预警。9月30日，美国国家气象局还向当地发布大风公告和沿海洪灾公告。

## 影响

### 牙买加

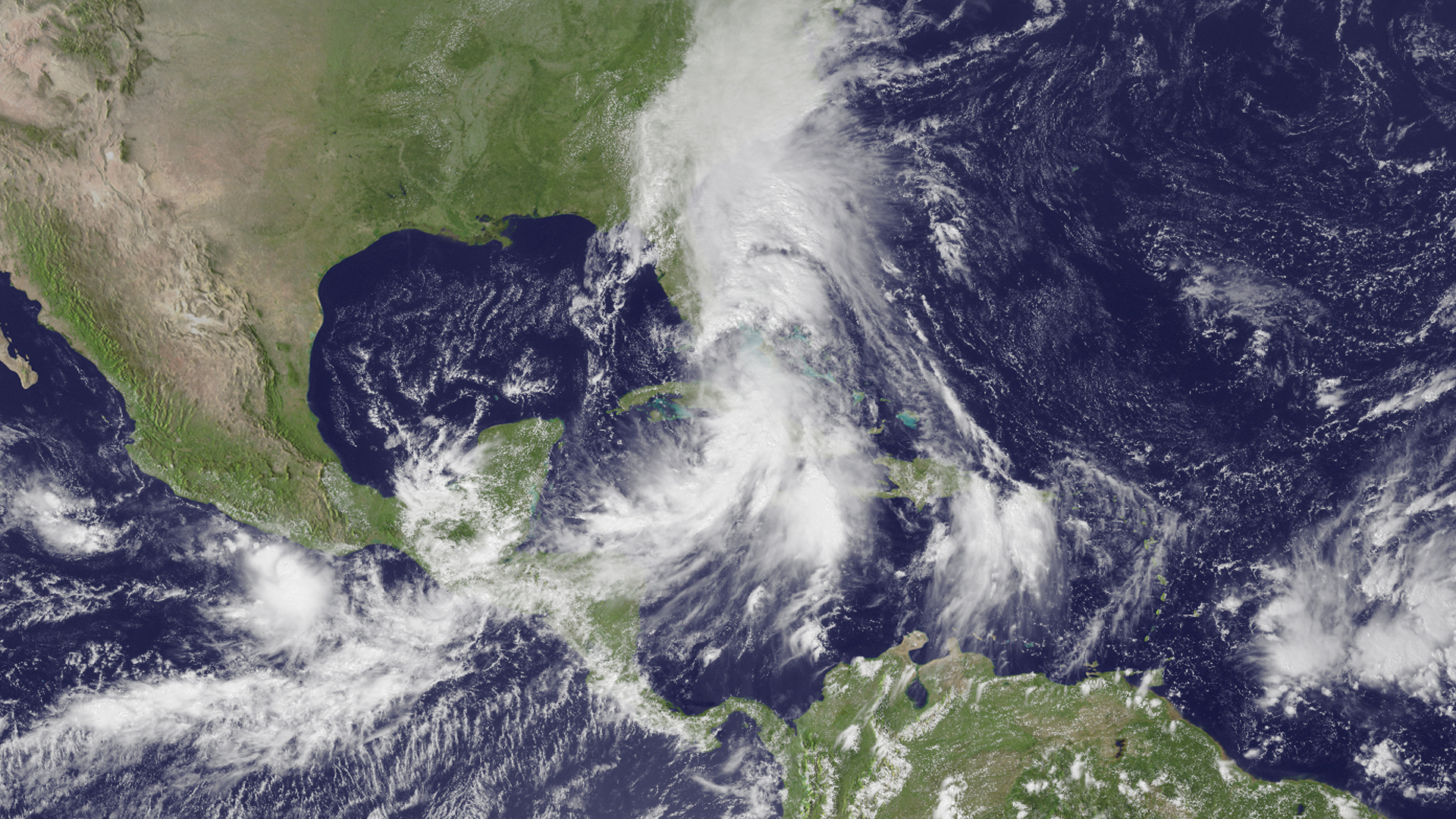
9月29日，妮科尔位于加勒比地区西北部时的卫星图像

受风暴及其扰动天气前身的共同影响，牙买加大部分地区的降水持续数天之久，9月26至30日间，威斯特摩兰区的贝莱索（Belleisle）降雨总量高达940毫米，为全岛最高。其他各区这几天的降雨量大多在300毫米以上。如此充沛的降水在当地属30年一遇水平，多地雨量达到九月平均降雨量的三倍。岛上大部分区域的风速不强，但强烈的对流带还催生出三股微下击暴流。数十条河流阻塞，导致多起山体滑坡，许多社区洪水泛滥，并以牙买加南部各区受灾最为严重。

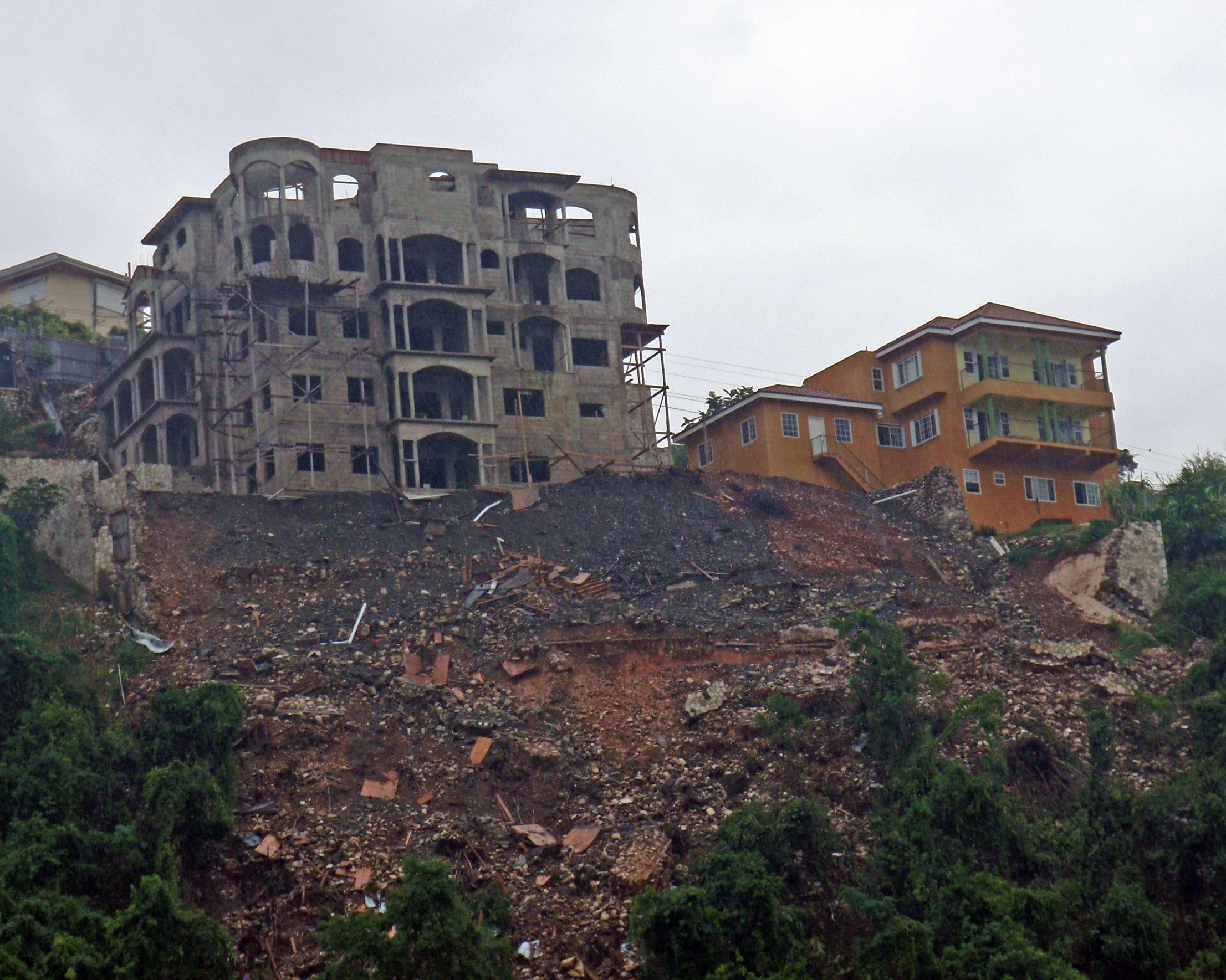
圣安德鲁区一座棚屋倒塌，屋内三名建筑工人遇难。

牙买加共有50万7831人受灾，导致16人死亡（其中14人已经确认），42人受伤。圣安德鲁区的桑迪园（Sandy Park）有套靠近街道沟壑的房屋在气旋来袭期间坍塌，事后人们在附近找到五具尸体，另外失踪的一人推定也已死亡。圣安德鲁区还有一幢棚屋倒塌，正在屋内休息的三名建筑工人丧生。圣凯瑟琳区有一名少女被倒塌的板房砸死。岛上各地共有三人在被洪水卷走后溺毙。微下击暴流在威斯特摩兰区首府滨海萨凡纳催生出海龙卷风，将多幢建筑的屋顶撕开，致使五人需要住院治疗。气旋过去后，人们在圣凯瑟琳区路边的废墟中找到一具遗体。牙买加七个区都有社区因街道、公路和桥梁被淹而同周边地区的交通中断，还有成百上千的居民被困家中。
洪水对牙买加的基础设施构成重大打击，岛上的大部分经济损失都是由此产生。风暴期间，该国至少有28.8万居民因电线杆倒塌和输电线缆中断致使家中停电。全岛一度有超过40%的自来水供应受到影响。多条河流和溪流暴涨，导致数十座桥梁经不住河水冲击而完全坍塌。旷日持久的降水令金斯敦的排水沟渠不堪重负，下水道被彻底淹没，随之而来的洪灾导致该市许多道路无法通行。威斯特摩兰区、圣伊丽莎白区和汉诺威区的基础设施受创特别严重，全岛共有543条主要道路受到一定程度破坏。所有基础设施遭受的破坏价值共计达200亿牙买加元（2010年牙买加元，相当于同年的2亿3540万美元）。
妮科尔还对大面积房产构成破坏，共有2169套民宅受损，其中474套程度严重，54套已无法修复，损失总额有2亿7430万牙买加元（2010年牙买加元，相当于同年的89万美元），许多被毁的房屋需要重建。全岛大部分庄稼和牲口都被洪水冲走，牙买加的农业因此遭受价值约5亿7650万牙买加元（2010年牙买加元，相当于同年的680万美元）的损失，其中包括全季香蕉产量的四成。环境在牙买加的经济和旅游业中占有举足轻重的地位，此次气旋来袭又对该国环境造成显著影响。工业区和污水处理系统的水流溢出，形成地表迳流并渗入大面积土地，致使沿海地区受到侵蚀、大片土壤遭到污染，受灾地区的生态环境恶化。此外，当地植被也受到轻度破坏，部分树木被连根拔起。

### 其他地区
尚在古巴近海逐渐增强时，妮科尔的外围雨带就在正遭受严重旱灾的该国产生瓢泼大雨。从各个地点来看，古巴东南沿海地区降雨量特别高，地处格拉玛省山区的克鲁兹角（Cape Cruz）在48小时里共降下235毫米雨量。当地短暂测得烈风强度大风，关塔那摩湾的阵风时速达到85公里。面对风暴来袭，古巴东部各地共有300人寻求庇护。格拉玛省多条河流泛滥成灾，沿海小镇皮隆有八套房屋坍塌，另有300多幢被淹。洪水还令多条公路阻塞，格拉玛省至通往圣地亚哥-德古巴的高速公路有部分路段毁于一旦。受妮科尔影响，古巴损失的农作物和牲畜一共约重2.5吨。不过，上述影响总体而言还非常轻微，并且降水还令该国持续已久的旱情得到缓解。

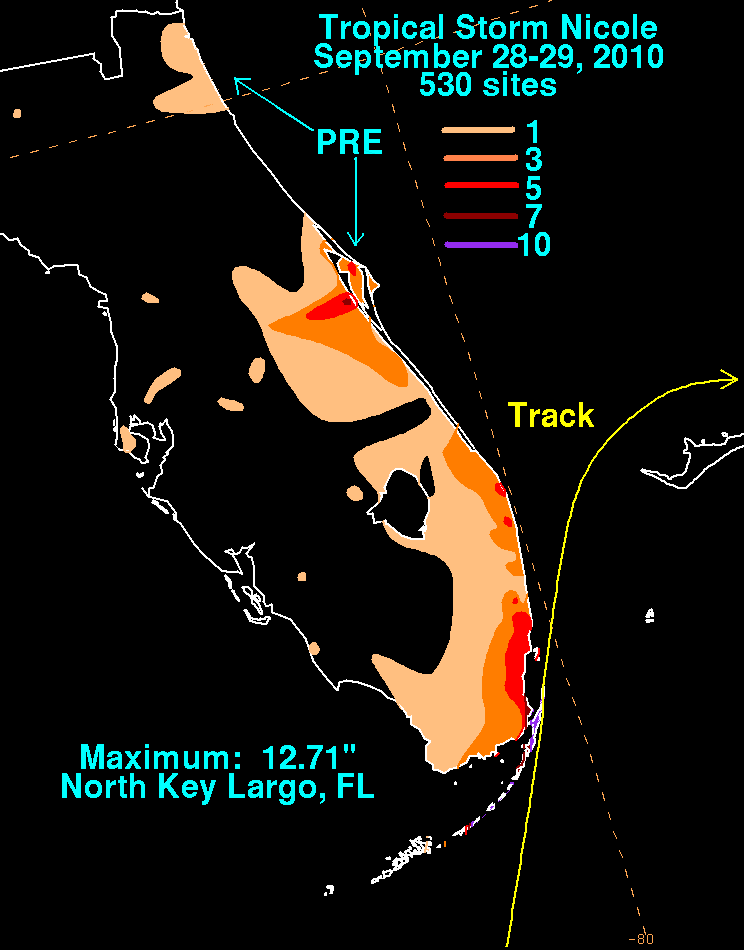
热带风暴妮科尔在佛罗里达州的降水分布

时速82公里的阵风令开曼群岛海况恶劣，出现2.5至3米的大浪，导致群岛南部和西部海岸受到轻度侵蚀。群岛大面积区域降下暴雨，其中大开曼降水最多，欧文·罗伯茨国际机场在前后两天里测得229毫米雨量。气旋令低洼地区被淹，部分房屋的屋顶漏水，大开曼东部部分地区停电，但群岛整体遭受的破坏程度很轻。
佛罗里达州虽然一度受到强烈雷暴和阵风的威胁，但之后幸而没有直接受到妮科尔的影响。该州仅降下小雨，虽然门罗县北基拉戈岛（North Key Largo）的降雨总量高达323毫米，但佛罗里达半岛大陆远远不及。迈阿密海滩和佛罗里达礁岛群北部发生街道洪灾，但只有一户民居受损。巴哈马部分地区也有类似的恶劣天气，但同样没有造成重大后果。

### 风暴转变成温带气旋后
妮科尔的温带残留依然保有充足水分，最终同大规模低气压系统融合并缓慢沿美国东岸北上，由此产生的扰动天气令东岸所有沿海地区及部分内陆地区暴雨倾盆并伴有强烈雷暴，影响范围向北一直延伸到加拿大境内，导致大面积停电，还在各地刷新多项降水纪录。北卡罗莱纳及周边的天气最为恶劣，9月24日至10月1日这一周里，大部分社区的降雨总量都有200至250毫米。威尔明顿测得573毫米雨量，创下1871 年后的五天降雨量新纪录，金斯顿在此期间也降下380毫米雨量。暴雨引发大面积洪灾，多条河流和溪流的泛滥更令灾情雪上加霜，许多民居被洪水团团围困。由于路况危险，约有150条公路封闭，全州各地发生多起交通事故，共夺走七条人命。

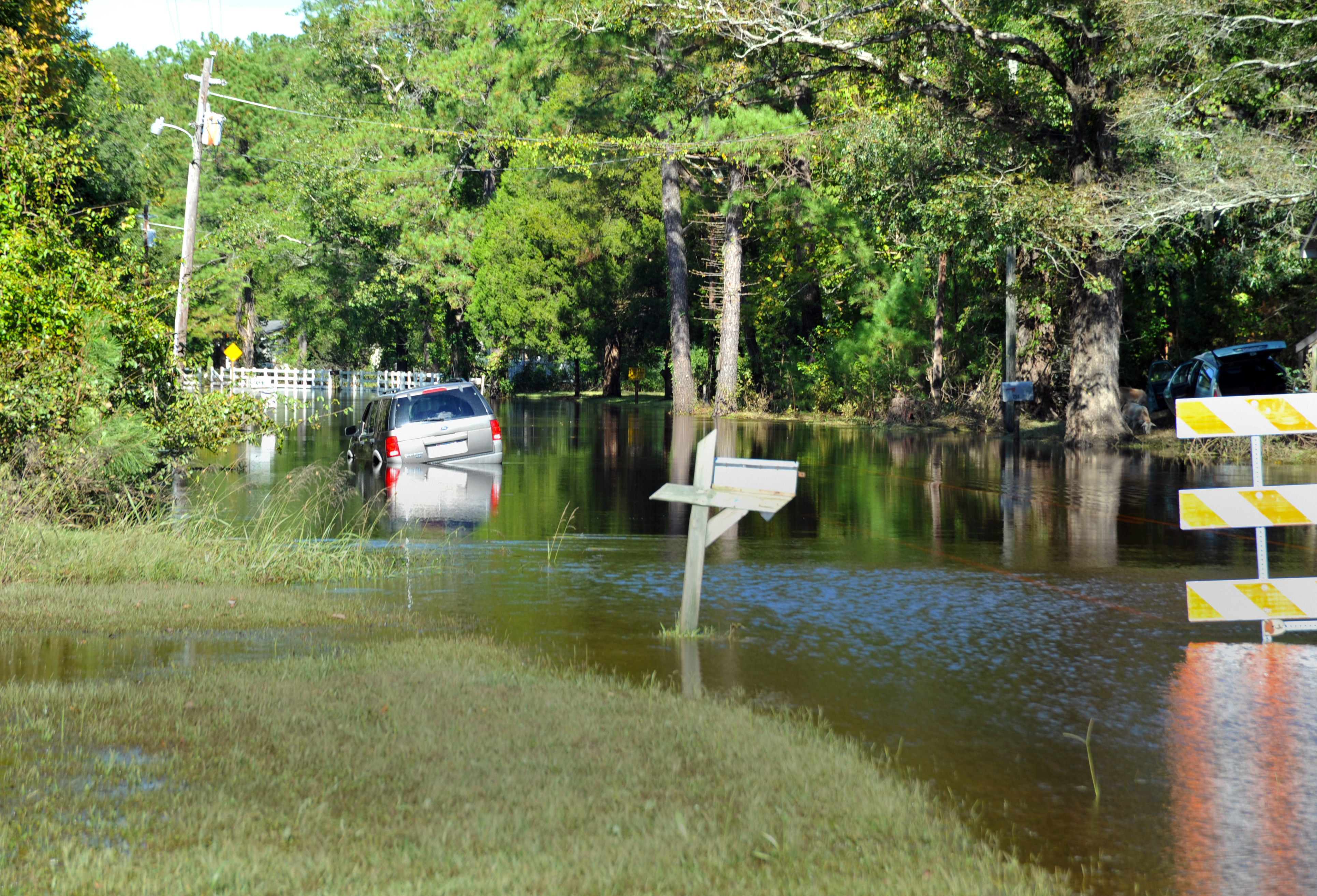
妮科尔转变成温带气旋后在北卡罗莱纳州克雷文县万斯伯勒引发的洪灾

9月30日，中大西洋地区包括诺福克国际机场、巴尔的摩－华盛顿国际机场和罗纳德·里根华盛顿国家机场在内的多个地点降雨量创下新纪录，三座机场的日降雨量分别是199毫米、153毫米和118毫米。马里兰州有两辆大客车在暴风雨中相撞，26名乘客受伤。纽约州部分地区降雨量达到历史新高，估计局部雨量达到200毫米，正式纪录显示宾汉顿降下108毫米雨量，超越以往任何一天的24小时降雨量纪录。州地各地爆发山洪，导致一人溺毙，损失数额约为一万美元。佛蒙特州和宾夕法尼亚州同样发生相当严重的洪灾，宾夕法尼亚州的莫斯科24小时降雨量达265毫米，比其他地点都高。残留低气压区令新英格兰南部的气压梯度加大，由此产生的狂风致使利奇菲尔德县停电，降水还令新英格兰南部发生轻度洪灾。魁北克降下90毫米雨量并引发洪灾，部分地下室被淹，还有两人淹死。虽然降水引发的洪灾导致人员丧生并造成破坏，但是有利于缓解旷日持久的旱情。

## 善后
风暴过去后，牙买加于10月5日进入紧急状态。美国国际开发署外国灾难援助办公室提供五万美元用于购买及运送救灾物资，并提供紧急救援车辆使用的燃料。牙买加农业和渔业部向温室种植者协会（Greenhouse Growers Association）捐助400万牙买加元（2010年牙买加元，相当于同年的4.68万美元）用于修复温室。经联合国粮农组织协助，估计有1200万牙买加元（2010年牙买加元，相当于同年的14.04万美元）资金及时到位，为种植约五万株庄稼幼苗提供必要资金。兽医组织向畜牧业农户提供财政援助，还向灾区派遣携带预防药品和维生素的动物技师，防止包括山羊和绵羊在内的小型反刍动物感染腐蹄病。估计这些医药制品的成本为200万牙买加元（2010年牙买加元，相当于同年的2.34万美元）。该国香蕉委员会动用5000万牙买加元（2010年牙买加元，相当于同年的58.5万美元）巨灾基金，为岛上的香蕉和大蕉种植户提供财政和人力支援。

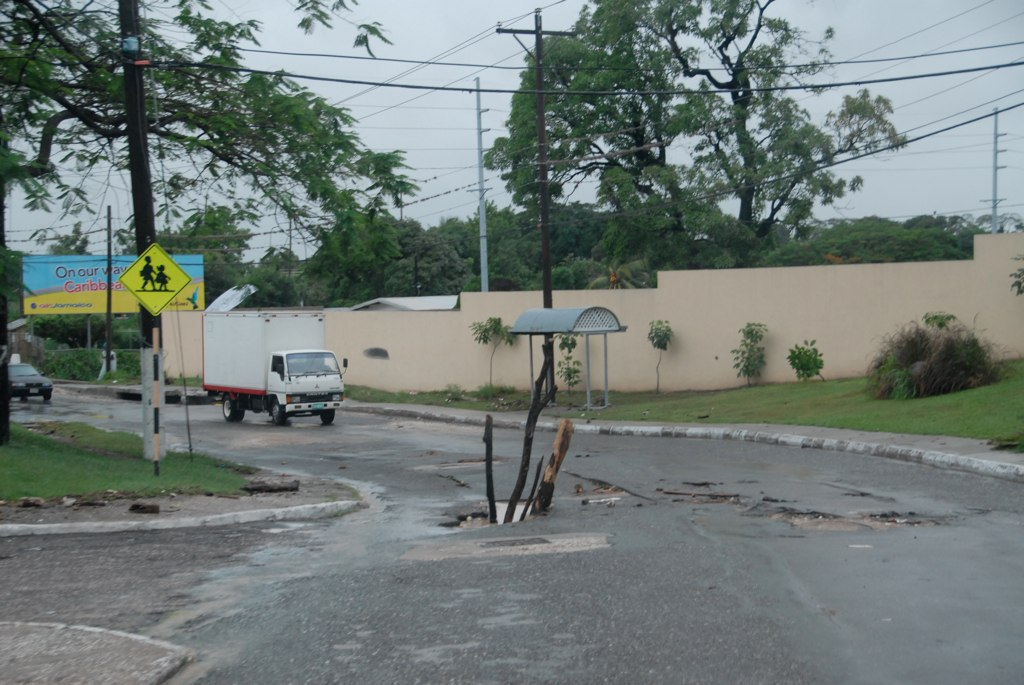
热带风暴对牙买加的许多道路构成破坏

气旋过去11天后，红十字会与红新月会国际联合会拨款15万零644瑞士法郎（2010年瑞士法郎，相当于同年的15万6221美元），维持牙买加红十字分会向约500户家庭（约有2500人受益）发放援助及必需生活用品维生所需。2010年12月下旬，位于多伦多的牙买加－加拿大人协会共为灾民筹得10153.87 加拿大元（2010年加拿大元，相当于同年的10221.33美元）善款。汉诺威区议会申请3000万牙买加元（2010年牙买加元，相当于同年的35.1万美元），用于协助圣詹姆斯区议会及其他地区有关部门的灾后清理和美化工作。为了重建威斯特摩兰区的一截主干道，政府部门共拔款2.79亿牙买加元（2010年牙买加元，相当于同年的35.1万美元）。
尽管救灾工作及时，但妮科尔的影响仍然持续数月之久。牙买加的国内生产总值本已深陷经济增长放缓的泥潭，这次大范围的风灾更是雪上加霜。牙买加的农业受创很轻，只有农场养殖的鸡因风暴影响导致产蛋减少。岛上的修复善后耗资高昂，但因风暴影响，节日季节的消费水平依然低于正常水平。